# Ha Yoo-mi
Ha Yoo-mi (nascida em 7 de julho de 1965) é uma atriz sul-coreana. Ha ganhou reconhecimento atuando em seus papéis coadjuvantes nos dramas de televisão My Husband's Woman (2007) e Queen of Reversals (2010).